# Conothamnus
Conothamnus é um género botânico pertencente à família Myrtaceae, nativo e endémico do sudoeste da Austrália. O termo provém, etimologicamente, do grego "cone" e "arbusto", referindo-se à forma das inflorescências. É constituído por espécies arbustivas de folhagem perene. Produzem óleos essenciais. Tanto podem ser helófitas como xerófitas (isto é, tanto podem preferir habitats alagadiços ou pantanosos como locais de secura elevada). As folhas são pequenas ou de tamanho médio, opostas, decussadas, coriáceas, com pecíolo curto ou mesmo sem pecíolo.
As flores aparecem estão agregadas em capítulos simples ou compostos.

## Espécies
- Conothamnus aureus (Turcz.) Domin
- Conothamnus divaricatus Benth.
- Conothamnus neglectus Diels
- Conothamnus trinervis Lindl.